# Kościół św. Anny w Janikowie
Kościół świętej Anny – rzymskokatolicki kościół parafialny należący do dekanatu Ożarów diecezji sandomierskiej.

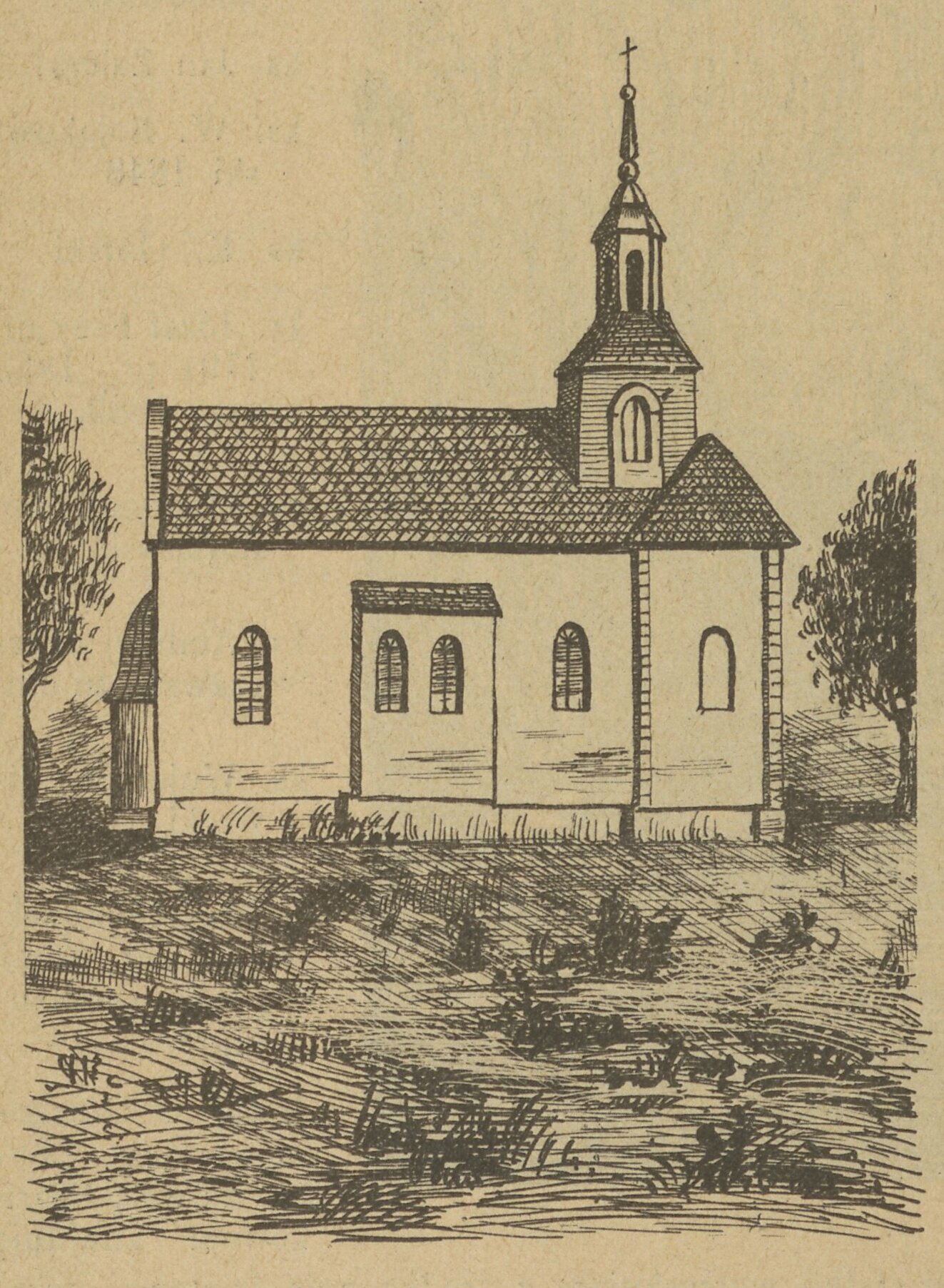
Kościół przed 1907

Obecna świątynia została wzniesiona w 1873 roku z kamienia. Ufundowali ją parafianie. biskup sandomierski Michał Józef Juszyński uroczyście poświęcił świątynię w dniu 27 lipca 1873 roku Od frontu świątyni jest umieszczona wieża. Wymiary świątyni to: 12 metrów długości, 6,5 metrów szerokości i 5,5 metrów wysokości. We wnętrzu świątyni znajdują się trzy ołtarze zbudowane z kamienia. Również rzeźby ołtarzowe powstały z kamienia. Ich twórcą jest majster Kłosiński z Krakowa. W ołtarzu znajduje się rzeźba przedstawiająca postać św. Anny, a z lewej i prawej strony znajdują się rzeźby świętych Stanisława i Wojciecha. Prawy ołtarz jest poświęcony świętemu Jakubowi i został ufundowany przez J. i K. Religów. W lewym ołtarzu jest umieszczony wizerunek Chrystusa na krzyżu. Budowla nakryta jest blachą.